# Bristol (Anglia)
Bristol (IPA: [ˈbrɪstəl]) város és ceremoniális megye Anglia országrész délnyugati részén, a Délnyugat-Anglia régióban, Londontól 185 km-re nyugatra, Bath, Gloucester és Newport között. Lakossága 400 000 fő, elővárosokkal együtt 550 000; Anglia hatodik, az Egyesült Királyság kilencedik legnagyobb városa; Nyugat-Anglia legnépesebb városa.
1373-tól város. Fél évezreden át, egészen az 1780-as évekig — amikor az ipari forradalom hatására Liverpool, Manchester és Birmingham gyors fejlődésnek indult — ez volt a második/harmadik legnagyobb angol város. A Bristol-csatorna mentén rövid tengerpartja is van.
A város a régió kulturális és oktatási központja. A bristoli kikötő kezdettől fogva jelentős szerepet játszott a város fejlődésében; a kereskedelmi kikötőt mára kiköltöztették a városközpontból a Bristoli-csatorna partjára Avonmouth és Portbury mellé.
Az utóbbi időben a gazdaság súlypontja a repülőgyártásra tevődött át, és a város központjában levő dokkokat átalakították kulturális központokká. A város híres zene- és filmiparral rendelkezik és Európa Kulturális Fővárosa 2008 választáson döntőbe jutott.

## Éghajlata
| Hónap                         | Jan.  | Feb. | Már. | Ápr. | Máj. | Jún. | Júl. | Aug. | Szep. | Okt. | Nov. | Dec.  | Év    |
| ----------------------------- | ----- | ---- | ---- | ---- | ---- | ---- | ---- | ---- | ----- | ---- | ---- | ----- | ----- |
| Rekord max. hőmérséklet (°C)  | 14,2  | 18,3 | 21,7 | 25,7 | 27,4 | 32,5 | 34,5 | 33,3 | 28,3  | 26,8 | 17,5 | 15,8  | 34,5  |
| Átlagos max. hőmérséklet (°C) | 7,8   | 7,9  | 10,5 | 13,3 | 16,6 | 19,6 | 21,5 | 21,2 | 18,6  | 14,5 | 10,6 | 8,0   | 14,2  |
| Átlagos min. hőmérséklet (°C) | 2,2   | 1,9  | 3,7  | 5,0  | 8,1  | 11,1 | 13,2 | 13,0 | 10,8  | 8,1  | 4,8  | 2,5   | 7,1   |
| Rekord min. hőmérséklet (°C)  | −14,4 | −9,7 | −8,3 | −4,7 | −2,0 | 0,6  | 4,7  | 3,9  | 0,6   | −3,2 | −6,5 | −11,9 | −14,4 |
| Átl. csapadékmennyiség (mm)   | 82    | 54   | 59   | 49   | 62   | 55   | 55   | 64   | 68    | 85   | 83   | 86    | 802   |
| Havi napsütéses órák száma    | 59    | 75   | 113  | 171  | 200  | 215  | 218  | 202  | 150   | 105  | 69   | 53    | 1627  |
| Forrás: Met Office, KNMI      |       |      |      |      |      |      |      |      |       |      |      |       |       |

## Népesség
| Lakosok száma | 535 907 | 567 111 | 472 465 |
|               | 2011    | 2016    | 2021    |

## Története
Bristol, amely már Hódító Vilmos korában falakkal körülvett város volt, a XIII. századtól vált híressé posztójáról, üveg- és szappangyártásáról; ezen iparágakhoz járult még a 19. század végén a cukorfinomítás, továbbá mindennemű fém- és agyagipar. Kereskedelme egykor Londoné után következett, később azonban, az 1890-es évekre már több angol város is túlszárnyalta. A kereskedelem előmozdítása céljából az Avont 1804 és 1809 között más mederbe vezették és a hajók így – a legnagyobbakat kivéve – a város alá evezhettek. 1838. május 2-án innen indult el a Great Western hajó, az első gőzös, amely átszelte az Atlanti-óceánt.

## Testvérvárosok
- Bordeaux, Franciaország – 1947
- Hannover, Németország – 1947
- Porto, Portugália – 1984
- Tbiliszi, Grúzia – 1988
- Puerto Morazan, Nicaragua – 1989
- Beira, Mozambik – 1990
- Kanton, Kína – 2001

## Városkép

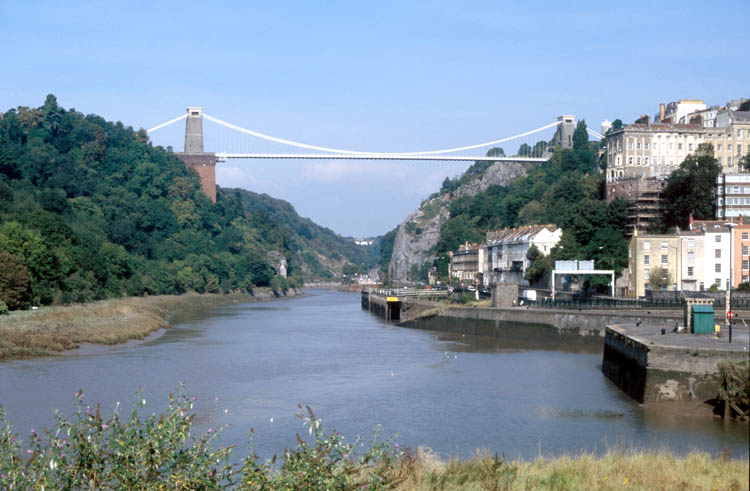
A Clifton függőhíd
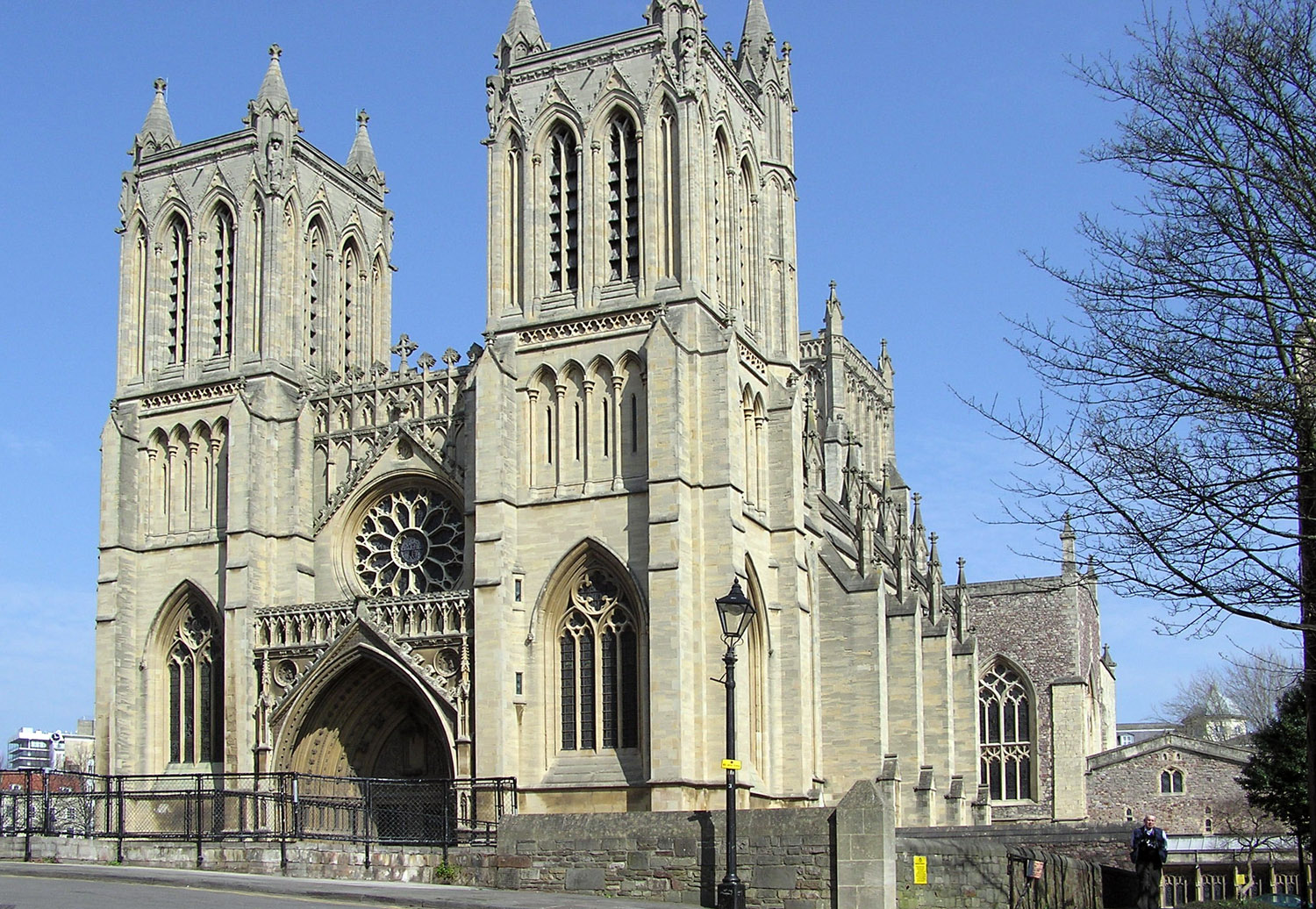
A székesegyház

## Lásd még
- Agglomerációk az Egyesült Királyságban